# Flaggen und Wappen der Kantone Bosnien-Herzegowinas
Diese Liste zeigt die Flaggen und Wappen der Kantone der Föderation Bosnien und Herzegowina.
| Lage | Flagge | Wappen | Name                                                                                             | Anmerkungen                                                            |
| ---- | ------ | ------ | ------------------------------------------------------------------------------------------------ | ---------------------------------------------------------------------- |
|      |        |        | Kanton Una-Sana (Unsko-sanski kanton)                                                            |                                                                        |
|      |        |        | Kanton Posavina (Posavski kanton / Posavska županija)                                            |                                                                        |
|      |        |        | Kanton Tuzla (Tuzlanski kanton)                                                                  |                                                                        |
|      |        |        | Kanton Zenica-Doboj (Zeničko-dobojski kanton)                                                    |                                                                        |
|      |        |        | Kanton Bosnisches Podrinje (Bosansko-podrinjski kanton)                                          |                                                                        |
|      |        |        | Kanton Mittelbosnien (Srednjobosanski kanton / Srednjobosanska županija)                         |                                                                        |
|      |        |        | Kanton Herzegowina-Neretva (Hercegovačko-neretvanski kanton / Hercegovačko-neretvanska županija) |                                                                        |
|      |        |        | Kanton West-Herzegowina (Zapadnohercegovački kanton / Zapadnohercegovačka županija)              | Gemäß Artikel 8 (Wappen) und Artikel 9 (Flagge) der Kantons-Verfassung |
|      |        |        | Kanton Sarajevo (Sarajevski kanton)                                                              |                                                                        |
|      |        |        | Kanton 10 (Hercegbosanska županija/ Livanjski kanton/ Zapadnobosanski kanton)                    | Gemäß Artikel 8 (Wappen) und Artikel 9 (Flagge) der Kantons-Verfassung |

## Frühere Flagge der Föderation (1996–2007)

Derzeit führt die Föderation Bosnien und Herzegowina keine Flagge und kein Wappen.
Von 1996 bis 2007 zeigte die Flagge der Föderation die Farbe Grün und die Lilie für die Bosniaken und die Farbe Rot und das rot-silber geschachte Wappenschild für die Kroaten in Bosnien und Herzegowina. Die zehn silbernen Sterne standen symbolisch für die zehn Kantone der Föderation.